# Демидівська сільська рада (Вишгородський район)
Демидівська сільська рада — колишній орган місцевого самоврядування у Вишгородському районі Київської області. Адміністративний центр — село Демидів.

## Загальні відомості
Демидівська сільська рада утворена в 1919 році.
Територією ради протікають річки Ірпінь, Кізка.

## Населені пункти
Сільській раді були підпорядковані населені пункти:
- с. Демидів

## Склад ради
Рада складалася з 20 депутатів та голови.

### Керівний склад попередніх скликань
| ПІБ                          | Основні відомості                                                 | Дата обрання | Дата звільнення |
| ---------------------------- | ----------------------------------------------------------------- | ------------ | --------------- |
| Обаль Світлана В'ячеславівна | Сільський голова, 1963 року народження, позапартійна              | 26.03.2006   | 31.10.2010      |
| Дідок Василь Олексійович     | Сільський голова, 1955 року народження, освіта вища, безпартійний | 31.10.2010   |                 |

Примітка: таблиця складена за даними джерела